# Olga Rodionova
Olga Gennadijevna Rodionova (Russisch: Ольга Геннадиевна Родионова) (Moskou, 25 juni 1974) is een Russische actrice, model en presentatrice. Ze is deels van Kroatische afkomst.

## Privéleven
In 1994 begon ze een relatie met zakenman Sergey S. Rodionov. Samen kregen ze in 1996 een dochtertje, en in 2002 trouwden ze. In 2009 bracht boekenuitgeverij Taschen GmbH het boek The Book of Olga uit. Hierin stonden tientallen naaktfoto's in van Rodionova. In de Taschen 2012 verscheen het tweede boek van Olga Rodionova gemaakt door Ellen von Unwerth-The Story of Olga. Een tentoonstelling met de foto's uit het boek werd geopend in de CWC GALLERY in Berlijn.
Olga staat bekend om haar strijd voor de rechten en persoonlijke vrijheid in Rusland. Ze was de eerste bekende persoonlijkheid die in Rusland met succes streed tegen laster en schending van de persoonlijke levenssfeer in Russische rechtbanken. Ze verzorgt en neemt deel aan liefdadigheidsacties met Jude Law, Ashton Kutcher, Demi Moore, Michelle Rodriguez, Owen Wilson, enz. in haar land van herkomst.
Tegenwoordig is Olga Rodionova woonachtend in Amsterdam waar ze de eigenaresse is van Nederlands eerste Vivienne Westwood boetiek, welke gelegen is op de luxueuze winkelstraat P.C. Hooftstraat 116.Verplaatst naar Dubai in 2019.

## Modellenwerk
Als model heeft ze samengewerkt met enkele bekende modefotografen, onder wie Helmut Newton, David LaChapelle, Peter Lindbergh, Terry Richardson, Sante D'Orazio, Bettina Rheims, Ellen von Unwerth, John Rankin en Jean-Daniel Lorieux, en siert ze de omslagen en pagina's van (Rusland, Polen, Duitsland, Italië, Argentinië, Griekenland, Kroatië - vijf omslagen, vier keer Playmate - recentste mei 2011 van het Kroatische nummer), Vogue (Frankrijk, Italië), FHM, L'Officiel (Frankrijk, Rusland), W (VS), Numero (Frankrijk), Panorama (Italië), Le Monde (Frankrijk), The Guardian (GB), El Mundo (Spanje) en vele andere periodieken.

### Magazines
- El Mundo (Spaanse uitgave)
- FHM (Russische uitgave)
- Guardian (Engelse uitgave)
- Le Monde (Franse uitgave)
- Numero (Franse uitgave)
- The Observer (Amerikaanse uitgave)
- L'Officiel (Franse en Russische uitgaven)
- Panorama (Italiaanse uitgave)
- Vogue (Franse, Duitse en Italiaanse uitgaven)
- W (Amerikaanse uitgave)